# Борисова Гора (Томская область)
Борисова Гора — посёлок в Первомайском районе Томской области России. Входит в состав Первомайского сельского поселения. Население 93 чел. (2021) .

## География
Находится на востоке региона, на правобережье реки Чулым.

## История
В соответствии с Законом Томской области от 10 сентября 2004 года № 204-ОЗ посёлок вошёл в состав Первомайского сельского поселения.

## Население
| 2002 | 2010 | 2012 | 2013 | 2014 | 2015 | 2021 |
| ---- | ---- | ---- | ---- | ---- | ---- | ---- |
| 122  | ↘74  | →74  | ↗75  | →75  | ↗79  | ↗93  |

## Инфраструктура
Личное подсобное хозяйство.

## Транспорт
Автомобильный, водный и железнодорожный транспорт.
остановочный пункт 195 километр находится на северо-западной окраине посёлка.
Остановка общественного транспорта на трассе 69К-3.